# Rotten Sound
Rotten Sound — финская грайндкор-группа из Ваасы, основанная в 1993 году. В состав группы входят вокалист Кеййо Ниинимаа, гитарист Мика Аалто, басист Кристиан Тойвайнен и барабанщик Сами Латва. Группа выпустила восемь студийных альбомов и «заработала репутацию одной из самых интенсивных групп на скандинавской дэт-метала/грайндкор-сцене».

## История

### Основание,Under PressureиDrain(1993—2000)
Rotten Sound была основана гитаристом Микой Аалто в Ваасе, Финляндия, в 1993 году. Группа начала запись в 1994 году и выпустила сингл Sick Bastard на лейбле Genet. Их последующие релизы представляли собой что-то между синглами и EP, Psychotic Veterinarian на SOA, Loosin' Face на Anomie, и Splitted Alive на IDS.
Первый полноформатный альбом группы, Under Pressure, был выпущен Repulse Records (испанский лейбл) в 1997 году. За ним последовал Drain (также на Repulse) в 1999 году. Этот альбом также стал дебютным для второго гитариста Юхи Юликоски. В начале 2000 года группа подписала контракт с американским лейблом Necropolis Records для выпуска EP Still Psycho, который включал кавер-версию «Reek of Putrefaction» группы Carcass. После записи альбома Rotten Sound отправляются в тур по Европе вместе с Malevolent Creation, Hateplow и In Aeternum.

### MurderworksиExit(2001—2005)
Rotten Sound выпустили свой второй полноформатный альбом Murderworks в 2002 году. Для продвижения альбома группа отправляется в европейский тур под названием Murdering Europe при поддержке двух чешских групп, Fleshless и Lykathea Aflame. Они также гастролировали по Европе в июне 2003 года вместе с Hateplow и Debauchery. В мае 2004, Rotten Sound вместе с Circle of Dead Children, Phobia, и Strong Intention отправились в тур по США Grind the East Coast. Четвёртый студийный альбом группы, Exit, был записан в студии Soundlab в Эребру, Швеция, со звукорежиссёром Мешко Таларчиком и сведён в Cutting Room. Вскоре после выпуска альбом достиг 22-го места в финских чартах. В марте 2005 года группа объединилась с Disfear для совместного скандинавского тура.

### Consume to ContaminateиCycles(2006—2007)
В январе 2006 года группа отправилась в европейское турне, получившее название «Grind Your Face Off Tour 2006», в поддержку переизданного альбома Murderworks, выпущенного 6 января 2006 года. Тур «Grind Your Face Off» вместе с Sayyadina длился четыре недели. 7 июня 2006 года группа выпустила EP из восьми песен Consume to Contaminate на лейбле Spinefarm. Rotten Sound также поддержали Malevolent Creation в их европейском туре в начале 2007 года.
В июле 2007 года они отправились в студию, чтобы начать запись своего пятого студийного альбома Cycles, который был выпущен 9 января 2008 года на лейбле Spinefarm Records. Мастерингом занимался Пелле Хенрикссон в студии Tonteknik. Первая песня «The Effects» была опубликована на их странице в Myspace.

### NapalmиCursed(2009—2011)
В ноябре 2009 года группа подписала новый контракт с лейблом Relapse Records на выпуск своего следующего студийного альбома. Кеййо Ниинимаа комментирует:
|  | Relapse Records был сильным лейблом для грайндкора с момента их основания, и это одна из причин, по которой мы захотели переиздать наш альбом Murderworks через них в 2005 году. Мы впишемся в их список, как кулак в задницу. Быть на одной волне с другими партнёрами по лейблу очень важно для нас, потому что мы хотим гастролировать по всей планете с группами, которые нам нравятся. Предстоящий EP Napalm и следующий полноформатный альбом откроют новую и более агрессивную эру для Rotten Sound. |  |  |  |
|  | |  |  |  |

Rotten Sound выпустили EP Napalm 30 марта 2010 года на лейбле Relapse. В нём представлены три новых трека в дополнение к трём каверам на Napalm Death. Rotten Sound также присоединились к Aborted и The Red Chord в трёхнедельном совместном европейском туре «Machines of Grind» в качестве хедлайнеров. Три группы также выступали в качестве хедлайнеров на нескольких концертах по всему Соединённому Королевству в рамках тура «Terrorizer Tour», спонсируемого журналом Terrorizer.

В декабре 2010 года Rotten Sound объявили, что их шестой студийный альбом под названием Cursed выйдет 15 марта 2011 года на лейбле Relapse Records (за исключением Финляндии, где он выйдет 16 марта 2011 года на лейбле Fullsteam). Он был записан в Nordic Audio Labs. Лирика посвящена шести проклятиям человечества. Rotten Sound были хедлайнерами «Cursed to Tour» с апреля по май в Германии. Участниками этого месячного тура были Trap Them, Gaza, The Kandidate и Haust. После этого тура Rotten Sound отправились в Японию на Kabuto Metal Fest. Помимо них, там выступали Morbid Angel и The Haunted.

### Species at War,Abuse to SufferиSuffer to Abuse(2012 —н.в.)
В январе 2012 года Rotten Sound объявили о туре Grind Over Europe 2012 в поддержку альбома Cursed. Стартовав 24 февраля в Барселоне, Испания, группа в течение трёх недель гастролировала по 16 городам с коллегами по лейблу Exhumed и пауэрвайоленс-группой Magrudergrind.
В ноябре 2012 года Rotten Sound подписали контракт с Season of Mist. Следующий EP группы, Species at War, был записан в Nordic Audio Labs, сведён барабанщиком Сами Латвой в студии Latva и выпущен 18 января 2013 года на CD, виниле и в цифровом формате. Кеййо Ниинимаа сказал:
Поиск сильного лейбла для выпуска EP и следующего полноформатника в Европе был нашим приоритетом в этом году. ... Мы очень рады этой сделке с Season Of Mist, и нам не терпится вернуться в строй с новым EP.
Группа выпустила свой седьмой студийный альбом Abuse to Suffer в 2016 году.

## Участники

### Нынешний состав
- G (Keijo Niinimaa) — вокал (с 1993)
- Q (Mika Aalto) — гитара (с 1993)
- Sami Latva — ударные (с 2006)
- David Kasipovic — бас-гитара (с 2020)

### Бывшие участники
- Toni Pihlaja — бас-гитара (2003—2010)
- Mika Häkki — бас-гитара (2000—2003)
- Juha Ylikoski — гитара (1998—2001)
- Pekka Ranta — бас-гитара (1998—2000)
- Кай Хахто — ударные (1995—2006)
- Masa Kovero — бас-гитара (1993—1994)
- Ville Väisänen — ударные (1993—1994)
- Kristian Toivainen — бас-гитара (2010—2020)

## Дискография
| - 1997 — Under Pressure - 1999 — Drain - 2002 — Murderworks - 2005 — Exit - 2008 — Cycles - 2011 — Cursed - 2016 — Abuse to Suffer | - 1994 — Sick Bastard - 1995 — Psychotic Veterinarian - 1996 — Loosin' Face - 2000 — Still Psycho - 2006 — Consume to Contaminate - 2008 — Rotten Sound EP - 2010 — Napalm - 2013 — Species at War - 2018 — Suffer to Abuse | - 2011 — Curses - 1997 — Splitted Alive (с Control Mechanism) - 2001 — 8 Hours of Lobotomy (с Unholy Grave) - 2002 — Seeds of Hate / Crap (с Mastic Scum) - 2003 — From Crust 'Til Grind - 1997 — Live at Nummirock’999 (VHS) - 2004 — Murderlive (DVD) - 2010 — Live at Obscene Extreme 2007 |